# Капитановский сахарный завод
Капитановский сахарный завод — предприятие пищевой промышленности в посёлке городского типа Капитановка Новомиргородского района Кировоградской области Украины, прекратившее своё существование.
Нынешнее название, после банкротства, — «Новомиргородский сахар».

## История

### 1846 — 1917
В 1838 году село Капитановка Чигиринского уезда Киевской губернии Российской империи купил граф А. А. Бобринский, который в 1846 году построил здесь сахарный завод. На заводе и обеспечивавших его сырьём плантациях сахарной свеклы работали крестьяне Капитановки и соседних сёл.
При заводе была организована селекционная станция, занимающаяся выведением новых более сахаросодержащих сортов свеклы.
В 1875/1876 годы на предприятии работали 838 человек (670 мужчин, 137 женщин и 31 подросток), условия труда были тяжёлыми - почти все работы выполнялись вручную, продолжительность рабочего дня достигала 16 - 17 часов, зарплата была низкой, а отсутствие техники безопасности вело к массовому травматизму.
В 1899 году на заводе работали 370 человек.
В ходе первой русской революции рабочие сахарного завода неоднократно принимали участие в демонстрациях: 30-31 мая 1905 года они вместе с местными сельхозрабочими потребовали повышения зарплаты и сокращения рабочего дня, 1 июня 1905 года началось их следующее выступление, 17 июня 1905 - забастовка. 20 июня 1905 года в Капитановку прибыло две сотни казаков и 16 человек арестовали (14 из них в дальнейшем оказались в тюрьме).
В начале 1907 года на заводе имела место ещё одна забастовка, на которой рабочие выдвинули требования увеличить оплату труда женщинам и подросткам, сократить рабочий день и пересмотреть размер оплаты труда мужчинам за работу в ночные смены. В результате, оплата работы в ночные смены была несколько увеличена. 
В 1914 году здесь была открыта железнодорожная станция на линии Одесса - Бахмач (что улучшило условия сбыта сахара), но после начала первой мировой войны часть работников-мужчин была мобилизована в действующую армию, посевы сахарной свеклы сократились, и положение завода осложнилось.

### 1918 — 1991
В феврале 1918 года в Капитановке была установлена Советская власть, на заводе был создан фабрично-заводской комитет, который взял контроль над производством и обеспечил охрану предприятия. 26 марта 1918 года селение оккупировали австрийско-немецкие войска (которые оставались здесь до ноября 1918 года). В дальнейшем село оказалось в зоне боевых действий гражданской войны. 
После начала григорьевского мятежа 11 мая 1919 года крупная банда сторонников Григорьева захватила Капитановку, они забрали остававшийся на складе завода сахар, но уже 20 мая 1919 года были выбиты из села.
После войны началось восстановление производства сахара. В 1924 году на база бывшего поместья Бобринский был создан совхоз, получивший 2888 гектар пахотной земли, здесь началось внедрение передовых методов обработки грунта и выращивание сортовой сахарной свеклы (которую обеспечивала Белоцерковская селекционная станция). В 1926 году был отстроен и возобновил работу сахарный завод, численность рабочих на котором составила 400 человек.
В следующие годы "штурмовые бригады" из рабочих завода неоднократно выезжали в командировки в соседние сёла для оказания помощи крестьянам и ремонте сельхозинвентаря. В конце 1920-х годов завод взял шефство над сельскохозяйственной коммуной в селе Андреевка.
В ходе индустриализации в 1930-1931 гг. предприятие было реконструировано, получило новое оборудование было преобразовано в Капитановский сахарный комбинат (в состав которого вошли завод и обеспечивавший его свеклой местный совхоз). Активизировалась работа по повышению эффективности труда, снижению себестоимости продукции, и уже в 1934 году комбинат стал победителем во всесоюзном соревновании предприятий пищевой промышленности СССР. Широкое распространение получило стахановское движение - на 1 декабря 1936 года среди работников завода было 92 стахановца и 158 ударников.
Коллектив предприятия активно участвовал в благоустройстве села, за средства комбината здесь была построена школа. В 1939 году при комбинате начала работу школа фабрично-заводского ученичества.
В 1940 году производственная мощность комбината составляла 150 тонн сахара в сутки
В ходе Великой Отечественной войны 1 августа 1941 года Капитановка была оккупирована немецкими войсками, 26 января 1944 года - освобождена частями 69-й гвардейской стрелковой дивизии РККА.
Отступавшие гитлеровцы разрушили сахарный завод и железнодорожную станцию, производственные помещения колхоза и совхоза, а также сожгли около 80 жилых домов, но уже в 1944 году комбинат был восстановлен, а в 1950 году - реконструирован, что позволило увеличить объем производства сахара. В 1948 году при участии рабочих предприятия были построены заводской и сельский Дома культуры (каждый из которых получил стационарную киноустановку), также при комбинате была организована заводская библиотека. В 1951 году за трудовые достижения комбинат был внесён на областную Доску почёта.
В 1962 году комбинату было присвоено почётное звание предприятия коммунистического труда, в 1966 году за досрочное выполнение годового производственного плана он был награждён переходящим Красным знаменем министерства пищевой промышленности СССР и Центрального комитета профсоюза рабочих пищевой промышленности.
Производственный план восьмой пятилетки (1966 - 1970 гг.) комбинат выполнил досрочно.
В целом, в советское время комбинат являлся крупнейшим предприятием посёлка, на его балансе находились заводской Дом культуры, заводской клуб, жилые дома, спортплощадка и другие объекты социальной инфраструктуры.

### После 1991
После провозглашения независимости Украины комбинат перешёл в ведение Государственного комитета пищевой промышленности Украины, в дальнейшем государственное предприятие было реорганизовано в открытое акционерное общество "Капитановский сахарный завод".
В июле 1995 года Кабинет министров Украины утвердил решение о приватизации Капитановского свеклосовхоза.
В декабре 2001 года хозяйственный суд Кировоградской области возбудил дело о банкротства завода. 7 июня 2002 года завод был признан банкротом и началась ликвидация предприятия.